# Orlik (województwo warmińsko-mazurskie)
Orlik (niem. Adlersbude) – osada leśna śródleśna w Polsce położona w województwie warmińsko-mazurskim, w powiecie ostródzkim, w gminie Łukta nad jeziorem Szeląg Wielki. W latach 1975–1998 miejscowość należała administracyjnie do województwa olsztyńskiego.

## Historia
W 1974 r. osada Orlik należała administracyjnie do sołectwo Plichta (gmina Łukta).
Inne miejscowości o nazwie Orlik: Orlik